# Přenos elektrické energie z Lauffenu nad Neckarem do Frankfurtu nad Mohanem

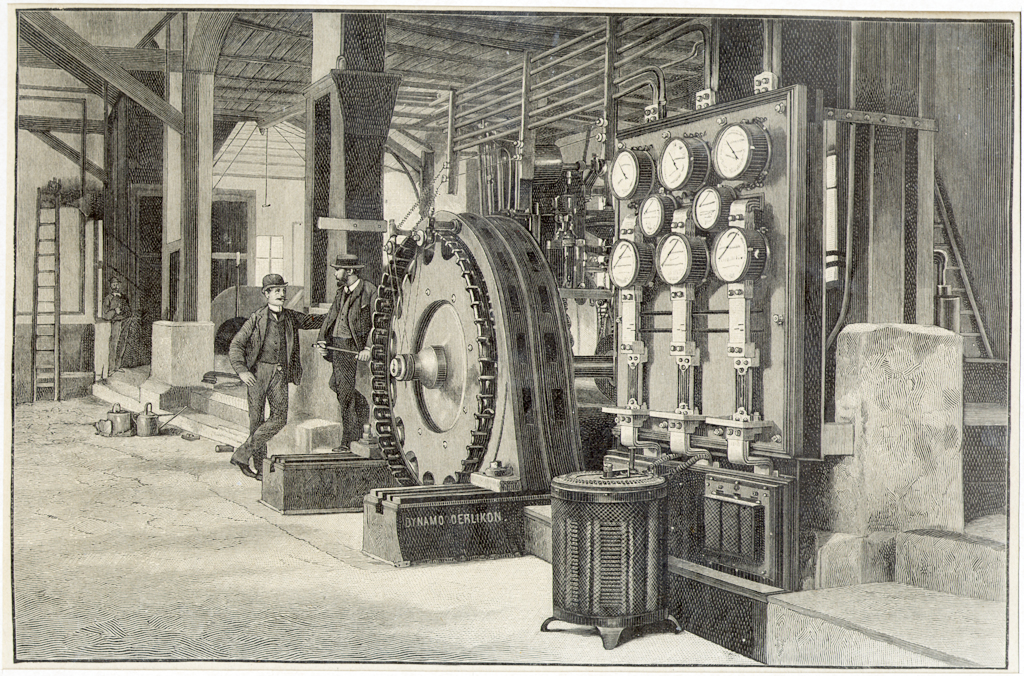
Třífázový generátor střídavého proudu v Lauffen, rozvaděč vedle něj a třífázové transformátory

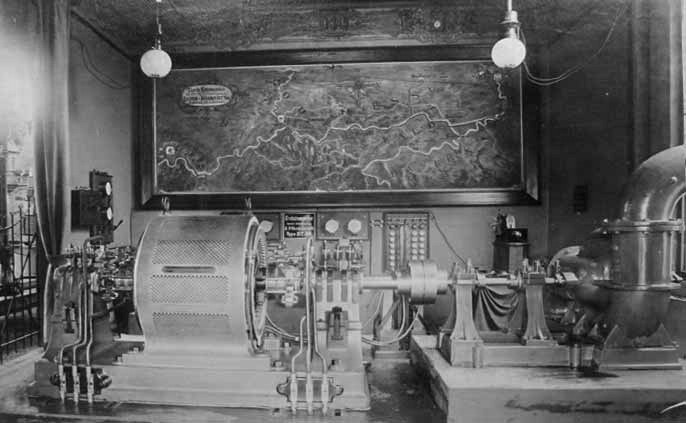
Motor na střídavý proud spojený s čerpadlem ve Frankfurtu

Přenos elektrické energie z Lauffenu nad Neckarem do Frankfurtu nad Mohanem byl vůbec prvním přenosem elektrické energie pomocí vysokého střídavého napětí. Přenos se konal 25. srpna 1891 ve 12.00 hodin u příležitosti Mezinárodní výstavy elektřiny ve Frankfurtu nad Mohanem.

## Přenosová soustava
Významnou novinkou v konstrukci přenosové soustavy byla skutečnost, že generované třífázové střídavé napětí 50-55 V bylo zvýšeno na 15 kV pomocí třífázového transformátoru střídavého napětí a následně byla elektrická energie přenášena soustavou napájenou tímto napětím na vzdálenost 175 km do Frankfurtu nad Mohanem. Ve Frankfurtu bylo napětí sníženo dalším transformátorem na 100 V a použito k napájení více než 1 000 žárovek na Mezinárodní výstavě elektřiny. Soustava rovněž napájela střídavý synchronní motor o výkonu 74 kW (100 k) a jmenovitém napětí 65 V. Tento motor poháněl vodní čerpadlo umělého vodopádu v areálu výstavy.
Zařízení na výrobu, přeměnu a využití elektrické energie zkonstruovali zaměstnanci společností AEG a Maschinenfabrik Oerlikon pod vedením Oskara von Millera a Michaila Dolivo-Dobrovolského. Transformátory, generátor a olejové izolátory zkonstruoval Charles Eugene Lancelot Brown. Izolátory vyrobila ocelárna Margarethenhütte v Großdubrau.